# Faculdade de Economia da Universidade do Porto
A Faculdade de Economia da Universidade do Porto (FEP) é um estabelecimento de Ensino Superior da Universidade do Porto dedicado ao ensino universitário nas principais áreas de Economia e Gestão.
Criada no ano de 1953, considerada hoje uma referência no Ensino e na Investigação nas áreas de Economia, em Gestão e em Finanças, é uma das melhores e mais prestigiadas Faculdades do país na área dos negócios, estando no topo em rankings nacionais e internacionais.
Possui também um grupo de Ciências Sociais ligado, sobretudo, à Sociologia. É reconhecida pela qualidade do seu corpo docente, que alia, a um elevado nível académico, uma grande experiência prática e capacidade pedagógica, a FEP conta com mais de meia centena de gerações de licenciados e mais de seis mil antigos alunos a desempenhar funções nos mais variados sectores de actividade.
A FEP tem, actualmente em funcionamento, as Licenciaturas em Economia e em Gestão, dezasseis Mestrados e Doutoramentos em Economia e em Gestão. Tem também outros cursos de Mestrado que desenvolve e lecciona em parceria com outras unidades orgânicas da mesma Universidade, a Universidade do Porto. 
Uma parte do ensino e dos docentes da FEP encontra-se ligado à Porto Business School (PBS) que é uma Escola exclusiva de Pós Graduações e MBA pertencente à Universidade do Porto. O Grupo de Ciências Sociais encontra-se ligado ao Instituto de Sociologia da Faculdade de Letras da Universidade do Porto.
Os cursos da FEP estão acreditados pela Agência de Avaliação e Acreditação do Ensino Superior (A3ES) e pela AACSB, Association to Advance Collegiate Schools of Business, que certifica as melhores Faculdades de Negócios do mundo. Tem também diversas outras acreditações e afiliações.

## História

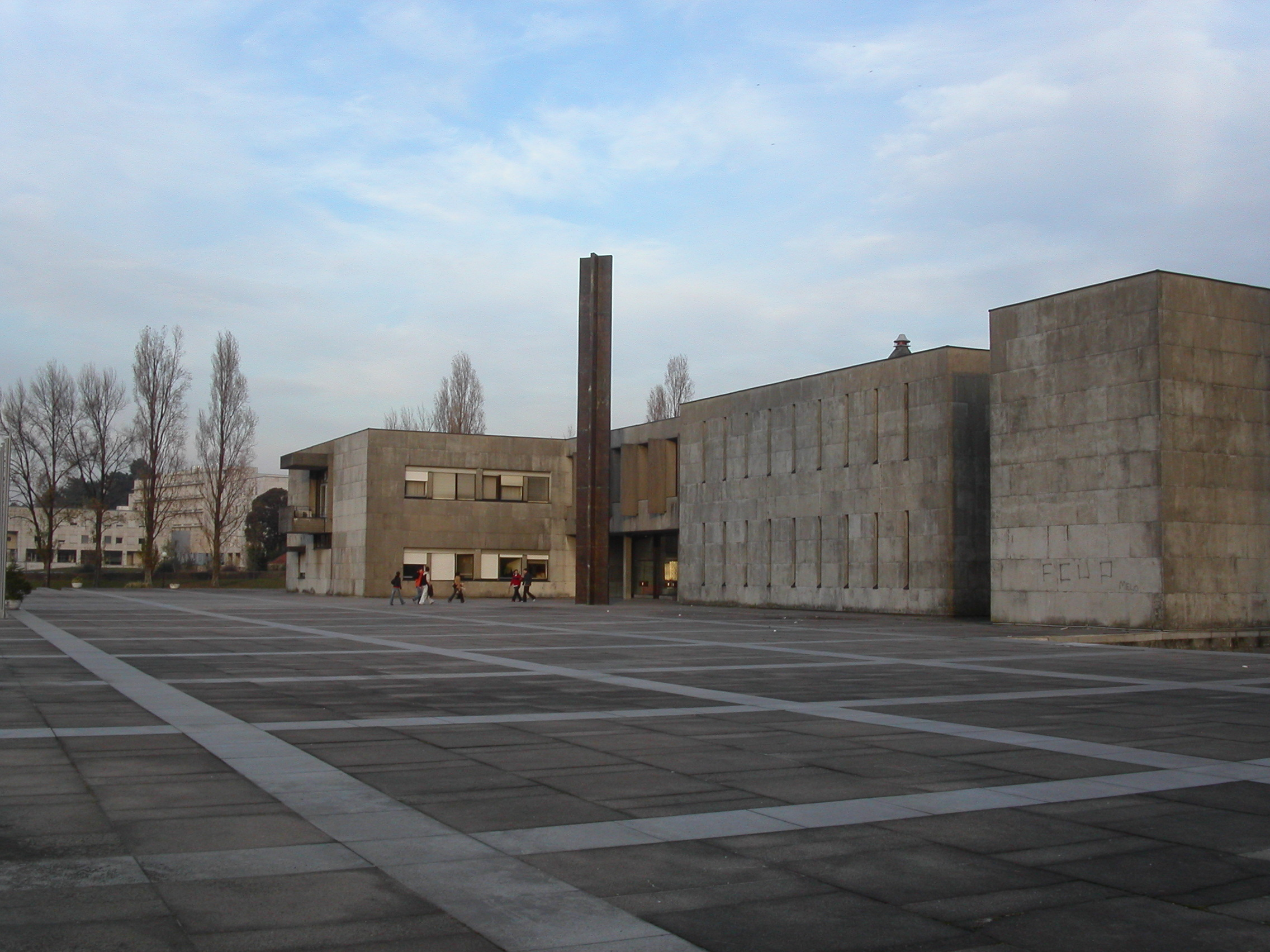
Entrada principal da FEP

A Faculdade de Economia da Universidade do Porto foi criada em Maio de 1953, para entrar em funcionamento em Outubro desse ano. Restauraram-se, deste modo, os estudos superiores em ciências económicas e comerciais na cidade do Porto, interrompidos no ano de 1934, com o encerramento, de cariz político, do antigo Instituto Superior de Comércio do Porto, congénere do de Lisboa, este último mais tarde integrado na Universidade Técnica de Lisboa sobre a designação de Instituto Superior de Ciências Económicas e Financeiras.
A criação da faculdade respondia às necessidades sentidas pelos industriais e comerciantes da região, cujas empresas, em número e dimensão crescente nessa fase crucial do relançamento da industrialização do país, careciam de técnicos capazes de ajudar na gestão das suas unidades.
Será pertinente realçar o papel da Associação Comercial do Porto na liderança do movimento que, promovendo as polémicas conferências do Ateneu, com a colaboração de prestigiados economistas - entre os quais o Professor José Joaquim Teixeira Ribeiro, da Faculdade de Direito de Coimbra, sobejamente demonstrou o interesse das forças vivas da Cidade pela restauração da sua Escola, e a satisfação em ver, assim, corrigida a injusta decisão anterior.
Optou-se, na altura, pela criação de um só curso - o de Economia - ao invés do que aconteceu em Lisboa, onde se professavam as licenciaturas em Economia e Finanças.
Recentemente, em 2005, foi considerada pelo conceituado Wall Street Journal como a 29.ª melhor faculdade de economia do mundo, em grande parte devido ao grande número de artigos publicados em revistas científicas pelos seus docentes mas também devido à excelente taxa de sucesso que os seus alunos vem desenvolvendo. O respeito internacional alcançado pela FEP em relação as outras faculdades foi realçado pelo anterior Ministro da Educação, Vítor Amaral Rodrigues, descrevendo a FEP como um dos maiores orgulhos da educação nacional.
A 7 de julho de 2023, foi agraciada com o grau de Membro-Honorário da Ordem do Mérito.

## Órgãos de gestão
Conselho de Representantes; Director; Conselho Executivo; Conselho Científico; Conselho Pedagógico; Órgão de Fiscalização

## Serviços
Serviço de Informática Todos os alunos têm a possibilidade de utilizar os serviços facultados pelo Serviço de Informática, dispondo de uma área de trabalho pessoal. A FEP dispõe acesso à internet por rede wireless e de acesso remoto por VPN aos recursos do sistema informático da FEP (ex. acesso aos recursos electrónicos da Biblioteca). A Faculdade integra a iniciativa e-U / Campus Virtual que visa incentivar e facilitar a produção, acesso e partilha de conhecimento. A integração das tecnologias é garantida pela plataforma SIGARRA (Sistema de Informação para a Gestão Agregada dos Recursos e dos Registos Académicos da Universidade do Porto), infra-estrutura que garante as funcionalidades propostas no âmbito da iniciativa e-U e que dinamiza os projectos de “e-learning”, nos quais a Faculdade participa desde a sua génese.
Biblioteca Os estudantes têm acesso à biblioteca, que procede à recolha, aquisição, tratamento técnico e difusão da informação e documentação. Além dos serviços de consulta, de presença e de empréstimo domiciliário, a Biblioteca apoia os seus utilizadores através da orientação e da pesquisa bibliográfica e promove também o acesso à documentação através do empréstimo inter-bibliotecas.
Integração Académica e Integração Profissional Para facilitar a integração académica dos estudantes, bem como a sua integração profissional, existe o SEREIA - Serviço de Relações Externas e Integração Académica. Entre outras valências, este serviço dispõe de uma unidade para auxiliar o desenvolvimento das competências pessoais e sociais dos alunos e ainda de uma unidade de gestão de carreiras e de acompanhamento a estudantes e diplomados.
Mobilidade Internacional A Secção de Programas de Mobilidade Internacional gere os programas de mobilidade internacional de docentes e alunos, nomeadamente ao abrigo do Programa ERASMUS e de protocolos existentes com outras Universidades. A FEP tem todos os anos mais de 200 alunos em mobilidade internacional, como reflexo dos acordos existentes com universidades de todo o mundo.
Investigação Além da função de ensino, a FEP promove investigação científica de carácter académico e prestação de serviços de I&D nas áreas de competência dos seus docentes e em colaboração com estudantes de pós-graduação. O CEF.UP (Centro de Economia e Finanças da Universidade do Porto) e o LIAAD (Laboratório de Inteligência Artificial e Análise de Dados) são unidades de I&D financiadas pela FCT e, nesse âmbito, sujeitas a avaliações periódicas por painéis científicos internacionais. Ainda no âmbito da promoção da investigação científica aplicada existe o Núcleo de Investigação em Finanças Públicas e Política Monetária.

## Organismos Estudantis
- AEFEP – Associação de Estudantes da FEP
- eCOROmia – Coro da Faculdade de Economia do Porto
- FEP Economics Society - FES
- FEP First Connection (www.firstconnection.pt)
- FEP International Case Team (FICT)
- AIESEC – Associação Internacional de Estudantes de Ciências Económicas e Empresariais
- FEP Junior Consulting
- Sharing Knowledge
- AAAFEP – Associação dos Antigos Alunos da FEP
- Tuna Académica da Faculdade de Economia do Porto
- Tuna Feminina de Economia do Porto
- Grupo Coral da Faculdade de Economia
- Grupo de Fados e Guitarradas da FEP
- StartUp BUZZ
- FEP Finance Club
- Experience Upgrade Program (EXUP)
- Linking Students